# أليسون هارفارد
أليسون هارفارد (بالإنجليزية: Allison Harvard)‏ مواليد 8 يناير 1988 في هيوستن، هي ممثلة أمريكية بدأت مسيرتها الفنية عام 2009.

## وصلات خارجية
- أليسون هارفارد على موقع IMDb (الإنجليزية)
- أليسون هارفارد على موقع كينوبويسك (الروسية)